# Samuel Bernard Dick

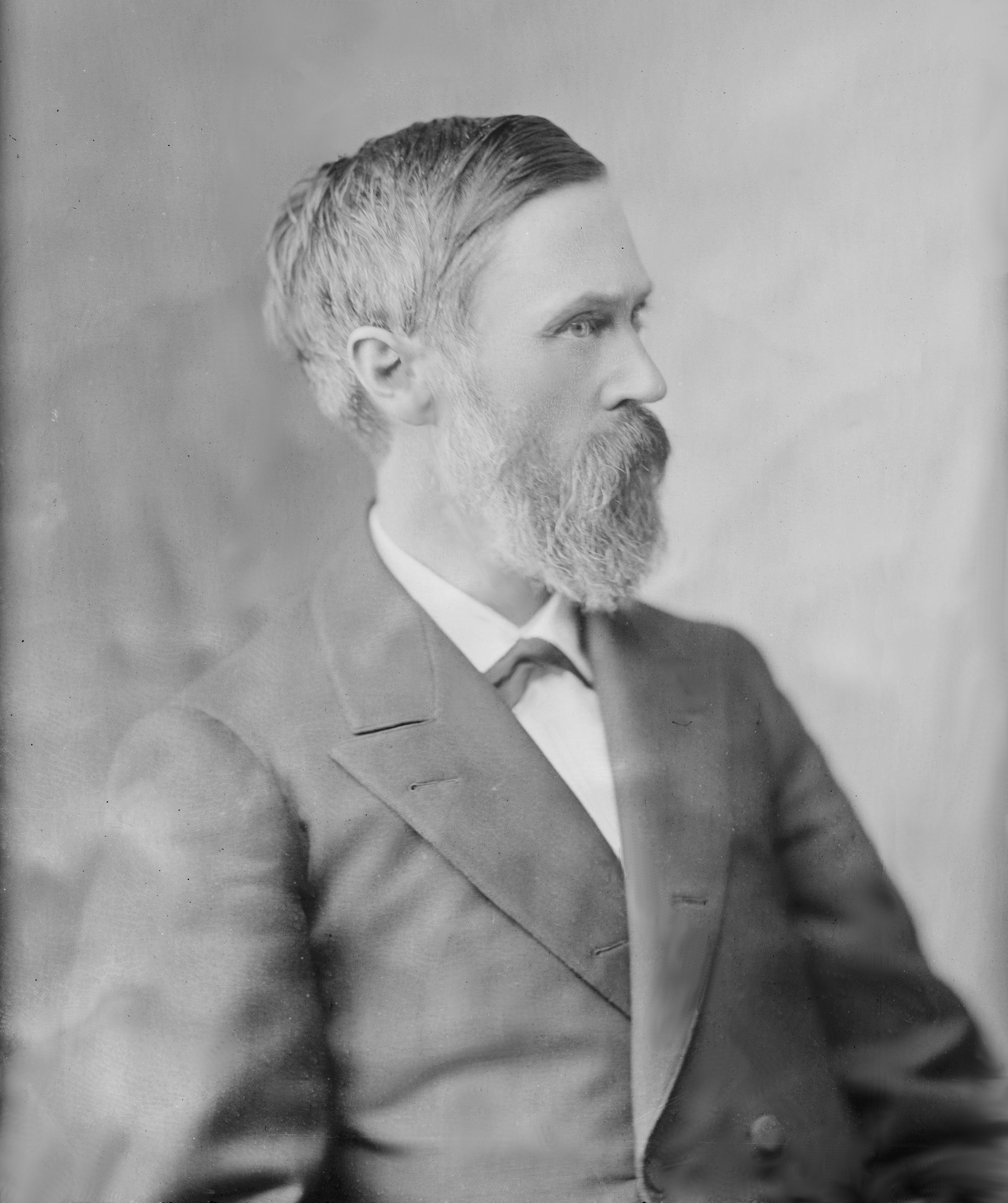
Samuel Bernard Dick

Samuel Bernard Dick (* 26. Oktober 1836 in Meadville, Pennsylvania; † 10. Mai 1907 ebenda) war ein US-amerikanischer Politiker. Zwischen 1879 und 1881 vertrat er den Bundesstaat Pennsylvania im US-Repräsentantenhaus.

## Werdegang
Samuel Dick war der Sohn des Kongressabgeordneten John Dick (1794–1872). Er besuchte die öffentlichen Schulen seiner Heimat und danach das Allegheny College. Anschließend arbeitete er im Bankgewerbe. Während des Bürgerkrieges diente er in einer Einheit aus Pennsylvania, die zum Heer der Union gehörte. Bereits im Jahr 1861 wurde er schwer verwundet. Er erholte sich zwar von diesen Verletzungen, litt aber während des weiteren Kriegsverlaufs unter den Folgen. Trotzdem blieb er weiter aktiv im Militärdienst und stieg bis zum Oberst auf. Nach dem Krieg schlug er als Mitglied der Republikanischen Partei eine politische Laufbahn ein. Im Jahr 1870 wurde er Bürgermeister von Meadville.
Bei den Kongresswahlen des Jahres 1878 wurde Dick im 26. Wahlbezirk von Pennsylvania in das US-Repräsentantenhaus in Washington, D.C. gewählt, wo er am 4. März 1879 die Nachfolge von John McCandless Thompson antrat. Da er im Jahr 1880 nicht wieder kandidierte, konnte er bis zum 3. März 1881 nur eine Legislaturperiode im Kongress absolvieren.
Nach dem Ende seiner Zeit im US-Repräsentantenhaus stieg Samuel Dick auch in das Eisenbahngeschäft ein. Bis April 1901 war er Präsident der Pittsburgh, Bessemer & Lake Erie Railroad. Außerdem wurde er Präsident der Firma Phoenix Iron Works Co. Er starb am 10. Mai 1907 in seiner Heimatstadt Meadville, wo er auch beigesetzt wurde.